# Puchar Trzech Narodów 1997
Puchar Trzech Narodów 1997 (1997 Tri Nations Series) – druga edycja Pucharu Trzech Narodów, corocznego turnieju w rugby union rozgrywanego pomiędzy zrzeszonymi w SANZAR trzema najlepszymi zespołami narodowymi półkuli południowej - Australii, Nowej Zelandii i RPA. Turniej odbywał się systemem kołowym pomiędzy 19 lipca a 23 sierpnia 1997.
Podobnie jak w pierwszej edycji imprezy niepokonana okazała się reprezentacja Nowej Zelandii, przedłużając swoją passę do ośmiu zwycięstw z rzędu. Australia ukończyła zawody na ostatnim miejscu doznając dotkliwej porażki 61-22 w kończącym turniej meczu w Pretorii z RPA.

## Tabela
| Pozycja | Zespół            | Mecze     | Mecze   | Mecze  | Mecze     | Punkty  | Punkty   | Punkty  | Punkty bonusowe | Tabela punktowa |
| Pozycja | Zespół            | Rozegrane | Wygrane | Remisy | Przegrane | Zdobyte | Stracone | Różnica | Punkty bonusowe | Tabela punktowa |
| ------- | ----------------- | --------- | ------- | ------ | --------- | ------- | -------- | ------- | --------------- | --------------- |
| 1       | Nowa Zelandia     | 4         | 4       | 0      | 0         | 159     | 109      | +50     | 2               | 18              |
| 2       | Południowa Afryka | 4         | 1       | 0      | 3         | 148     | 144      | +4      | 3               | 7               |
| 3       | Australia         | 4         | 1       | 0      | 3         | 96      | 150      | -54     | 2               | 6               |

## Mecze
| 19 lipca 1997 | Południowa Afryka                                   | 32:35(23:19) | Nowa Zelandia                                    | Ellis Park, Johannesburg Widzów: 59 737 Sędzia: Peter Marshall |
| 19 lipca 1997 | de Beer 22 (2pd 2dg 4K) Drotské 5 (P) Bennett 5 (P) | 32:35(23:19) | Wilson 5 (P) Spencer 20 (P 3pd 3K) Bunce 10 (2P) | Ellis Park, Johannesburg Widzów: 59 737 Sędzia: Peter Marshall |

| 26 lipca 1997 | Australia                                 | 18:33(6:23) | Nowa Zelandia                                             | Melbourne Cricket Ground, Melbourne Widzów: 90 119 Sędzia: Ed Morrison |
| 26 lipca 1997 | Burke 8 (pd 2K) Gregan 5 (P) Little 5 (P) | 18:33(6:23) | Wilson 5 (P) Spencer 18 (3pd 4K) Bunce 5 (P) Cullen 5 (P) | Melbourne Cricket Ground, Melbourne Widzów: 90 119 Sędzia: Ed Morrison |

| 2 sierpnia 1997 | Australia                                              | 32:20(26:10) | Południowa Afryka                                | Lang Park, Brisbane Widzów: 36 416 Sędzia: Colin Hawke |
| 2 sierpnia 1997 | Knox 12 (3pd 2K) Tune 10 (2P) Manu 5 (P) Larkham 5 (P) | 32:20(26:10) | de Beer 10 (P pd K) Andrews 5 (P) du Randt 5 (P) | Lang Park, Brisbane Widzów: 36 416 Sędzia: Colin Hawke |

| 9 sierpnia 1997 | Nowa Zelandia                                                                               | 55:35(23:21) | Południowa Afryka | Eden Park, Auckland Widzów: 48 000 Sędzia: Derek Bevan |
| 9 sierpnia 1997 | Spencer 25 (P 4pd 4K) Ieremia 5 (P) Cullen 10 (2P) Marshall 5 (P) Randell 5 (P) Umaga 5 (P) | 55:35(23:21) | de Beer 6 (3pd) Honiball 4 (2pd) Teichmann 5 (P) van der Westhuizen 5 (P) Montgomery 5 (P) Rossouw 5 (P) Kruger 5 (P) | Eden Park, Auckland Widzów: 48 000 Sędzia: Derek Bevan |

| 16 sierpnia 1997 | Nowa Zelandia                                                 | 36:24(36:0) | Australia                                          | Carisbrook, Dunedin Widzów: 42 500 Sędzia: Joël Dumé |
| 16 sierpnia 1997 | Spencer 21 (3pd 5K) Cullen 5 (P) Marshall 5 (P) Randell 5 (P) | 36:24(36:0) | Knox 4 (2pd) Tune 5 (P) Roff 5 (P) Larkham 10 (2P) | Carisbrook, Dunedin Widzów: 42 500 Sędzia: Joël Dumé |

| 23 sierpnia 1997 | Południowa Afryka                                                                                               | 61:22(18:15) | Australia                                 | Loftus Versfeld Stadium, Pretoria Widzów: 51 000 Sędzia: Paddy O’Brien |
| 23 sierpnia 1997 | de Beer 26 (P 6pd 3K) Dalton 5 (P) Andrews 5 (P) Montgomery 10 (2P) Rossouw 5 (P) Erasmus 5 (P) Brosnihan 5 (P) | 61:22(18:15) | Knox 12 (P 2pd K) Roff 5 (P) Little 5 (P) | Loftus Versfeld Stadium, Pretoria Widzów: 51 000 Sędzia: Paddy O’Brien |